# میرویس اشرف
میرویس اشرف (پشتو: میرویس اشرف خان؛ زادهٔ ۳۰ ژوئن ۱۹۸۸) بازیکن کریکت اهل افغانستان است.